# Dryopteris coreano-montana
Dryopteris coreano-montana là một loài thực vật có mạch trong họ Dryopteridaceae. Loài này được Nakai miêu tả khoa học đầu tiên năm 1921.